# Jonathan Clarke
Jonathan Clarke (Melbourne, 18 de diciembre de 1984) es un ciclista australiano, profesional desde 2005, que milita en el equipo Miami Nights.

## Palmarés
2006
- 1 etapa del International Cycling Classic

2019
- Tour de Taiwán, más 1 etapa

2022
- Joe Martin Stage Race, más 1 etapa